# Mieszanina wielofazowa
Mieszanina wielofazowa - są to dwa lub więcej zmieszanych składników - niereagujących lub słaboreagujących ze sobą i nietworzących substancji homogenicznej, które mogą się różnić stanem skupienia lub gęstością.
Przykładami mieszanin wielofazowych są:
- woda z powietrzem (mieszanina ciecz - gaz),
- ropa z gazem ziemnym (mieszanina ciecz - gaz),
- woda z olejem (mieszanina ciecz - ciecz),
- woda z kamieniami (mieszanina ciecz - ciało stałe),
- woda z piaskiem (mieszanina ciecz - ciało stałe),
- powietrze - kamienie (mieszanina gaz - ciało stałe).

Ze względu na częste występowanie tego typu mieszanin w przyrodzie oraz w procesach przemysłowych (np. przeróbka rudy miedzi, przerób ropy naftowej), obecnie trwają ciągłe badania nad przepływem tego typu mieszanin (hydrotransport oraz transport pneumatyczny).